# Kiami Davael
Kiami Davael (Kentucky, 21 de agosto de 1986) es una actriz estadounidense.

## Carrera
Un año después de su aparición en Matilda, ella apareció como Simone Bien Aime en un episodio de The Pretender (serie de televisión).
En 1998, Davael tuvo un pequeño papel como Keeta en la serie de corta duración televisión Conan el Aventurero y fue estrella invitada como Lucy en un episodio de la serie de televisión Tierra Prometida.
Ella tenía un pequeño papel como Anna en un episodio de la comedia de situación de la serie de televisión Moesha en 1999, y desde entonces ha tenido papeles menores en varias otras comedias de situación, incluyendo el Steve Harvey Mostrar , en la casa y Grown Ups .
Davael apareció en la película de la comedia Bruno (2000), dirigida por Shirley MacLaine , que marcó su primera aparición en una película teatral lanzado desde su debut 1996, además de ser su último papel como actor hasta la fecha.

## Carrera posterior a la actuación
Davael asistió a la Universidad de Kentucky y se graduó en 2008 con una Licenciatura en Psicología. Ella vive en Atlanta, Georgia.

## Filmografía
- Matilda (película) (1996) - Lavender
- The Pretender (serie de televisión) (1997) - Simone Bien Aime
- Conan (1998) - Keeta
- Promised Land (1998) - Lucy
- Moesha (1999) - Anna
- In the house (1999) - Brianna Bridgeforth
- The Steve Harvey Show (1999) - Christina
- Grown Ups (1999) - Tiffany
- Bruno (2000) - Shawniqua

- Datos: Q6403743